# Duo Bujie
Duo Bujie (en chinois : 多布杰; en tibétain : སྟོབས་རྒྱལ།, Wylie : stobs rgyal, THL : Tobgyal ; né le 16 février 1994 dans le district de Dagzê) est un athlète chinois (tibétain), spécialiste du fond et du marathon.

Il termine sur le podium du marathon lors des Jeux asiatiques de 2018 à Jakarta.